# Ramón Méndez (traductor)
Ramón Méndez González (Ourense, 1983) es un traductor, periodista, escritor y académico gallego que se ha especializado en el ámbito de los videojuegos.

## Traductor de videojuegos
Aunque ya había realizado trabajos para Edge, NGamer, Namco Bandai o Nintendo, Ramón Méndez empezó a trabajar como traductor especializado de videojuegos en el año 2010. Desde entonces, ha participado en cientos de videojuegos, tales como Skyrim, Dirver: San Francisco, Rise of Venice, Broken Sword 5, Thief, Sniper Elite 3, Sniper Elite 4, Far Cry 4, Assassin's Creed: Unity, Assassin's Creed: Rogue, Until Dawn, Dying Light, Watch Dogs 2, The Witcher 3, Divinity Original Sin, Cuphead, Indivisible, Blood Bowl II o Battlefield Gothic: Armada, entre muchos otros. En este ámbito ha recibido numerosos premios y nominaciones:
Premios
- Premio a mejor traductor en los premios DoblajeVideojuegos 2013.[10]
- Premio a mejor traductor en los premios DoblajeVideojuegos 2014.[11]
- Far Cry 4, premio a la mejor traducción en los III Premios ATRAE[12] (juego traducido por: José C. Cabezas, José Gallego, Ramón Méndez, Juan Ramón Acedo, Jesús Fernández y Gema Solís[13]).
- Divinity Original Sin Enhanced Edition, premio a la mejor traducción en los premios GameReactor 2015[14][15] (juego traducido por: Ramón Méndez, Alba Calvo, Diego Parra, Francisco Molina y David Martínez; revisores: Curri Barceló y Fernando Moreiras[16]).
- WatchDogs 2, premio a la mejor traducción en los premios DoblajeVideojuegos 2016[17] (juego traducido por: Manuel Mata, Amaranta Pérez, Gema Solís, Ramón Méndez y Maira Belmonte[18]).
- WatchDogs 2, premio a la mejor traducción en los V premios ATRAE[19] (juego traducido por: Manuel Mata, Amaranta Pérez, Gema Solís, Ramón Méndez y Maira Belmonte[18]).

Nominaciones
- Thief (2014), nominado a mejor traducción en los III Premios ATRAE[20] (juego traducido por: Ramón Méndez y Salvador Tintoré[21]).
- Leisure Suit Larry (2013), segunda mejor traducción en los premios GameReactor 2013[22] (juego traducido por: Ramón Méndez y Josué Monchan[5]).
- Far Cry 4, quinta mejor traducción en los premios GameReactor 2014[23] (juego traducido por: José C. Cabezas, José Gallego, Ramón Méndez, Juan Ramón Acedo, Jesús Fernández y Gema Solís[13]).
- Sniper Elite 3, cuarta mejor traducción en los premios GameReactor 2014[24] (juego traducido por: Ramón Méndez y Curri Barceló[25]).
- Papers, Please, tercera mejor traducción en los premios GameReactor 2014[26] (juego traducido por: Josué Monchan y Ramón Méndez[27]).
- Thief, segunda mejor traducción en los premios GameReactor 2014[28] (juego traducido por: Ramón Méndez y Salvador Tintoré[21]).
- Zombie Vikings, quinta mejor traducción en los premios GameReactor 2015[29] (juego traducido por: Ramón Méndez).
- Until Dawn, segunda mejor traducción en los premios GameReactor 2016[30] (juego traducido por: Ramón Méndez y Judit Tur; revisores: Alba Calvo y Estrella del Campo[31]).
- Divinity Original Sin Enhanced Edition, nominado a mejor traducción en los IV Premios ATRAE[16] (juego traducido por: Ramón Méndez, Alba Calvo, Diego Parra, Francisco Molina y David Martínez; revisores: Curri Barceló y Fernando Moreiras[16]).
- Until Dawn, nominado a mejor traducción en los IV Premios ATRAE[16] (juego traducido por: Ramón Méndez y Judit Tur; revisores: Alba Calvo y Estrella del Campo[31]).
- Watch Dogs 2, cuarta mejor traducción en los premios GameReactor 2016[32] (juego traducido por: Manuel Mata, Amaranta Pérez, Gema Solís, Ramón Méndez y Maira Belmonte[18]).
- Shadow Tactics, segunda mejor traducción en los premios GameReactor 2016[33] (juego traducido por: Ramón Méndez y Alba Calvo[34]).

## Periodista
Ramón Méndez comenzó su carrera como periodista especializado en videojuegos en el año 2003, cuando empezó a trabajar en la revista en línea MeriStation. Fue colaborador, redactor y coordinador de dicha revista hasta el año 2013, tras una década escribiendo sobre todo tipo de videojuegos y cubriendo infinidad de eventos. En el año 2017, regresó a la que asegura que siempre fue su casa.
Durante su época de periodista, compaginaba MeriStation con dos revistas impresas de Globus Comunicación, Edge y NGamer. También colaboró en prensa generalista, con algunos artículos para el periódico El País.
En el año 2016, Ramón comenzó, junto con Alba Calvo, una nueva andadura radiofónica con el programa MarcaPlayer DX, de Radio Marca Vigo. El programa se llevó el premio a Programa Revelación de la teemporada 2016/2017 en los premios GamElx.
Además, también ha colaborado en varias ocasiones con cadenas de televisión como Localia o Televisión de Galicia.
Desde 2017 publica reportajes de manera mensual en la revista GTM donde es además autor de su especial, "Persona: un viaje al fondo de la psique humana".

## Academia y universidad
Ramón Méndez se licenció en Traducción e Interpretación por la Universidad de Vigo, en la cual se doctoró también en el año 2012.  Desde entonces, Ramón ha sido profesor de la Universidad de Vigo y de la Universidad de Alicante, además de colaborar con diversas universidades de todo el mundo, tales como la Universidad Intercontinental de México.
También es profesor de cursos de desarrollo de videojuegos y tiene cursos en línea de localización de videojuegos en la empresa de traducción Trágora.
En 2018, fue uno de los creadores del Título de Especialista en Traducción para la Industria del Videojuego (ETIV), junto a Óscar Ferreiro y José Yuste, convirtiéndose en los primeros estudios universitarios específicamente centrados en la localización de videojuegos.

## Publicaciones
Además de haber escrito numerosos artículos académicos en revistas y libros colaborativos importantes, Ramón también ha publicado libros sobre la industria del videojuego:
- Localización de videojuegos. Fundamentos traductológicos innovadores para nuevas prácticas profesionales.[53]
- Videojuegos y [para]traducción: aproximación a la práctica localizadora (con José Ramón Calvo-Ferrer).[54]
- La odisea de Shenmue (con Carlos Ramírez).[4]
- El legado del Lobo Blanco: El universo de Geralt de Rivia y la saga The Witcher.[55]

La prestigiosa editorial francesa Pix'n'love compró los derechos de La odisea de Shenmue para traducirlo al francés.